# RKCニュース
『RKCニュース』（アールケーシーニュース）は、高知放送がテレビとラジオを通して放送するニュース番組。協力：高知新聞。ラジオでは『高知新聞ニュース・天気予報』（こうちしんぶんニュース・てんきよほう、2009年春改編からこのタイトルに変更）として放送されることがほとんどで、『RKCニュース』として放送されることは滅多にない。

## テレビ
2022年4月時点。

### 昼
- 日曜 / 11:40 - 11:43（続けて「高知県の天気予報」を11:43 - 11:45に放送） - 日曜のみ『NNNストレイトニュース』を全国ネットパートに続いて、関東ローカルパートも11:38頃まで部分ネットするため、昼のローカルニュースは別番組として放送されている。月曜から金曜までは『NNNストレイトニュース』、土曜は『ゼロイチ』（『NNNストレイトニュース』パート）ローカル枠として放送。

### 夕方
- 土曜 / 17:20 - 17:24（続けて『天気予報』を17:24 - 17:26に放送） - 『news every.サタデー』に続けて放送。日曜には『真相報道 バンキシャ!』ローカル枠として放送。

### 夜21時前
- 金曜 - 土曜 / 20:54 - 21:00 - 元々『NNNニューススポット』枠内で日本テレビからの全国ニュースに続いて放送されていたが、2008年10月からは『ニューススポット』の廃止に伴い、独立番組として放送されている。日曜は元々全国ニュースのみで終了していたため、『ニューススポット』廃止後のローカルニュース単独放送も行われていない。かつては22:00前にも単独番組として放送されていた時期もある。当該時間のものは『高知新聞ニューススポット』や『RKCニューススポット』を名乗っていた時期もある。2017年3月までは月曜も放送されていたが、同年4月から『世界まる見え!テレビ特捜部』が20:00 - 21:00に放送時間を変更し、直後番組『人生が変わる1分間の深イイ話』へステブレレスで接続する形へ変更されたのに伴い月曜分は廃枠となった。2022年4月から火・水・木曜が19:54 - 20:00に変更。

### 深夜
該当枠無し。『news zero』および『Going!Sports&News』のローカル枠では「高知県の天気予報」のみ放送。前者ではローカル枠の前半のみを自社発に差し替え、後半の「#今だから」もしくは「天気のコトバ」は差し替え無しでそのまま放送する。RKCからのローカル天気では放送時点の日付を優先し放送時点で午前0時を過ぎていたら「きょうの天気」と扱うが、日本テレビからの全国天気では放送曜日の方を優先し午前0時を深夜24時と解釈して「あすの天気」と扱う。

## ラジオ
2024年4月現在
- （平日）8:30・10:00・11:00（『とさこちラジオ』（月曜 - 木曜）内 / 『ぶちぬきFRIDAY』（金曜）内） / 13: 55/ 14:55 『 大竹まこと ゴールデンラジオ! 』（月曜 - 木曜）内 / 『ぶちぬきFRIDAY』（金曜）内） / 17:48[3]
- （土曜）11:55（『ゴッドアフタヌーン アッコのいいかげんに1000回』内） / 13:55（『ロンドンブーツ1号2号 田村淳のNewsCLUB』内） / 16:00[4] / 17:00
- （日曜）11:00 / 17:55

00分開始の枠には専用のジングル（「Just In Time RKC」）があり、時報に続けて流れる。